# Steve Jordan (Musiker, 1919)
Stephen Philip „Steve“ Jordan (* 15. Januar 1919 in New York City; † 13. September 1993) war ein US-amerikanischer Jazzgitarrist des Swing und Mainstream Jazz.

## Wirken
Jordan studierte bei Allan Reuss und war 1939 bis 1941 im Orchester von Will Bradley, 1941/42 bei Artie Shaw, 1952 bei Teddy Powell, diente im Zweiten Weltkrieg bei der US-Navy und spielte nach dem Krieg mit Bob Chester, Freddie Slack, dem Casa Loma Orchestra (ab 1945), Stan Kenton (1948), Jimmy Dorsey und Boyd Raeburn (1949). 1950 bis 1952 war er Studiomusiker bei NBC und 1953 bis 1956 bei Benny Goodman. Danach gab er zeitweise die Musik auf und arbeitete als Schneider. 1965 bis 1972 spielte er wieder, etwa mit Tommy Gwaltney in Washington D.C. Ein Angebot, Freddie Green im Count Basie Orchestra zu ersetzen, lehnte er ab. 
Unter eigenem Namen nahm er 1972 für Fat Cat Jazz auf (Here Comes Mr. Jordan). 1993 veröffentlichte er seine Erinnerungen (Rhythm Man, University of Michigan Press).
Er nahm unter anderem mit Gene Krupa, Mel Powell, Vic Dickenson, Charles Thompson, Buck Clayton, Ruby Braff, Benny Goodman, Wild Bill Davison, Clancy Hayes, Buddy Tate, Helen Ward, Ed Polcer und Boyd Raeburn auf.
Er ist nicht mit dem Schlagzeuger Steve Jordan (* 1957) zu verwechseln.